# Delta Monocerotis
Delta Monocerotis (δ Monocerotis/δ Mon) es una estrella de la constelación del Unicornio de magnitud aparente +4.15 y situada a una distancia de 374,89 años luz aproximadamente. Es un sistema binario de estrellas. 
En la tradición astrológica árabe, Delta Monocerotis es conocida con el nombre de Kardegán o Kartaján.
La estrella principal es una estrella blanca, de tipo A, clase espectral A2V, la compañera se sitúa a menos de 3 segundos de arco tiene una magnitud aparente +11,5.